# Just a Touch
Just a Touch è il settimo album in studio del gruppo musicale statunitense Pat Travers Band, pubblicato nel 1993. Si tratta del primo disco della band pubblicato dalla Blues Bureau International.

## Tracce
1. The Riff
2. Too Cool Woman
3. You Don't Love Me
4. The Pain
5. Wasted Years
6. I've Fallen
7. Daydream
8. Amanda
9. The More Things Change
10. Miss Glory

## Formazione
- Pat Travers – voce, chitarra
- Jerry Riggs – chitarra
- Barry Dunaway - basso
- Aynsley Dunbar – batteria